# Andrzej Abrek
Andrzej Abrek (latinisiert: Andreas Abrek; † 19. Februar 1656 in Zamość) war ein polnischer Doktor der Philosophie und beider Rechte, der lange Zeit Rektor an der Zamoyski-Akademie war.

## Leben
Andrzej Abrek war an der Akademie Krakau tätig, von wo er von Tomasz Zamoyski 1629 an die Zamoyski-Akademie berufen wurde, um dort Rhetorik zu lehren. Diese Tätigkeit übte er bis 1640 aus. Später war er dort Professor für Philosophie. Zudem war er mehrmals gewählter Rektor sowie Mitglied des Stadtrates in Zamość.
Er verfasste mehrere panegyrische Schriften in lateinischer Sprache.

## Familie
Andrzej Abrek war mit Dorota verheiratet, die aus einer schottischen Familie stammte. Mit ihr hatte er die zwei Söhne Jan und Andrzej, die beide an der Zamojski-Akademie Professoren waren.

## Werke
- Applausus spectatissimae virtuti et eruditioni Sebastiani Dobraszowski, Martini Bielec, Andreae Szamocki, Michaelis Grazilewicz, ..., 1638
- Civitas Dei manentis cum hominibus postridie dedicationis Basilicae Collegiatae Zamoscen. ..., 1638
- Epicrotesis illustri et admodum reverendo Dno D. Joanni Sasin canonico, ..., 1638
- Pietas Academiae Zamosciensis, erga illustriss. Patronoum Thomam Zamojski, ..., 1638
- Panegyricus funebris aeternae memoriae Ill. D. Thomae in Zamoscie Zamoyski ..., 1638
- Echo chartium academicarum immortalis memoriae heroibus Joanni et Thomae Zamoscensem ..., 1639
- Virtuti et honori magnifici et excellentissimi domini D. Martini Foltinowicz, ..., 1639
- Fasces nuptiales in augusto novorum conjugum hymeneo Illstr. Principis ac D. D. Hieremiae Michaelis Korybutti Ducis in Wiśniowiec, ..., 1639
- Ramus lauri eximiae indolis adolescentibus Joanni Grzybowski, Matthiae Zarębae, Gregorio Brzozowicki, ..., 1639
- Lyra Apollinis virtuti, eruditioni honori venerabilium quattuor virorum Stanislai Tuszycki, Joannis Bitomski, Matthiae Prohniewicz, Michaelis Grazilewicz, 1640
- Mulier spaiens Illustr. Catharina Zamoscia, ..., 1642
- Phoebus post nubila auspicatissimo hymenaeo illustr. D. Alexandri a Koniecpole Koniecpolski Regni Poloniae vexiliferi, ..., 1642
- Epicedion in obitum perillustr. et reverendiss. DD. Joann. Abrah. Sladkowski Dei et Apost. Sedis gratia Episcop. Citrensis, ..., 1643
- Mulier virtutis, Illustr. Catharina Zamoscia, ..., 1643
- Luctus academiae Zamoscensis, ex obitu illustr. heroinae Catharinae Zamosciae, ..., 1643
- Apollo laurifer virtuti et eruditioni venerabilium Dominorum Sebastiani Doraszowski, Alexandri Zychowki, Jacobi Lang, ..., 1644
- Clavis honorum virtus et labor, quibus, sublimis in ecclesia collegiata et inclyta Academia Zamoscense scholastici muneris dignitas ..., 1644
- Laurea juris utriusque admodum Reverendo et clarissimo viro Joanni Terszowski praeposito Brodensi, ..., 1644
- Templum laboris et honoris venerabilibus D. Sebestiano Dobraszewski, Alexandro Zychowski, Jacob Lang, ..., 1644
- X Octobris Anni MDCXXI, ..., 1644
- Quaestio de sponsalibus et matrimonio, ab Ill. et adm. R. D. Benedicto Żelechowski J. U. doctore, ..., 1644
- Palaestra intelligendi et agendi, ..., 1646
- Polymnia, 1646
- Phoebus in Lechico Trione post solstitium hiemale ascendes lauros virentes in laureato inclytae Acad. Zamoscen. reproducens, 1647
- Vir dolorum Christus anniversaria, credelissimae mortis suae die, 1649
- Nave Christi. Una, sancta, catholica, apostolica ecclesia, ..., 1650
- Laurea artium et philosophiae prima, ..., 1653
- Pilawa familiae Potocciorum tessera ..., 1655